# Melissanthi
Melissanthi, właśc. Ivi Kuja-Skandalaki (gr. Μελισσάνθη; ur. 1910 w Atenach, zm. 1990 tamże) – grecka poetka, tłumaczka i autorka książek dla dzieci. 

## Życiorys
Urodziła się w Atenach jako Ivi Kuja. Ukończyła studia z języka francuskiego, niemieckiego i angielskiego, po czym uczyła francuskiego. W 1930 roku zadebiutowała tomikiem wierszy Φωνές εντόμου. Jej twórczość sprzed II wojny światowej charakteryzuje tematyka religijna, co wyróżniało ją na tle współczesnych greckich poetek. Po przejściu gruźlicy, w połowie lat 30. dochodziła do zdrowia w szwajcarskim sanatorium. Od lat 40. zaczęła inspirować się teorią Carla Junga dotyczącą nieświadomości zbiorowej, a także naukami religijnymi Nikołaja Bierdiajewa. Tworzyła poezję liryczną, często o pesymistycznym zabarwieniu. W latach 1945–1955 adaptowała sztuki oraz tłumaczyła na potrzeby programów literackich w greckim radio. W 1952 roku wyszła za mąż za poetę i polityka Janisa Skandalakisa.
Poza poezją, zajmowała się także przekładem. Tłumaczyła m.in. Roberta Frosta, Emily Dickinson, Nelly Sachs, czy Paula Verlaine’a. Jej twórczość została wyróżniona Nagrodą Akademii Ateńskiej (1936), Nagrodą im. Kostisa Palamasa (1946) oraz Państwową Nagrodą Literacką (1979).
Zmarła w 1990 roku w Atenach.
Jej twórczość została przetłumaczona na polski m.in. przez Michała Bzinkowskiego.

## Twórczość
- 1930: Φωνές εντόμου
- 1931: Προφητείες
- 1935: Φλεγόμενη βάτος
- 1936: O γυρισμός του Ασώτου
- 1939: Ωσαννά και Οραματισμός
- 1960: O μικρός αδελφός (sztuka dla dzieci)
- 1965: Το φράγμα της Σιωπής
- 1985:  Nύξεις (eseje)

Źródło.